# Fórmula de Larmor

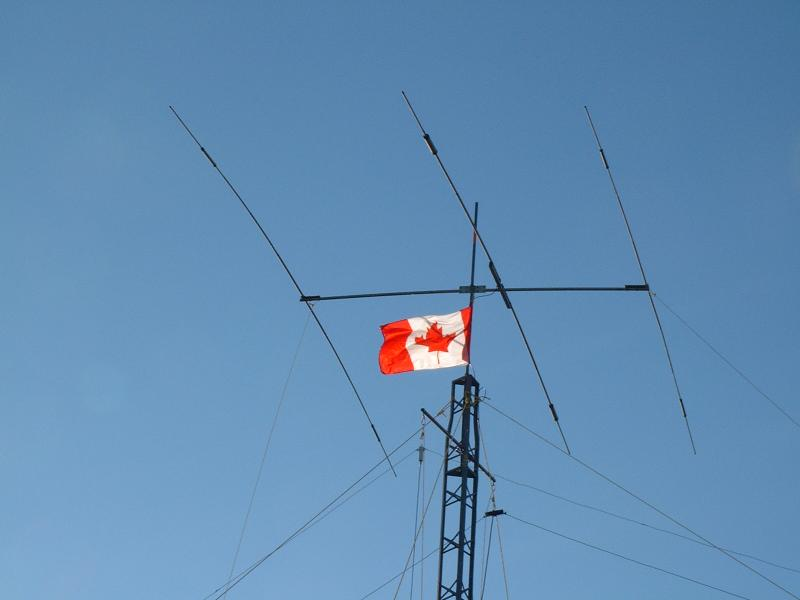
Una antena Yagi. Las ondas de radio pueden radiarse desde una antena acelerando electrones en ella. Este proceso es coherente de modo que la potencia radiada es proporcional al cuadrado del número de electrones acelerados.

La fórmula de Larmor  se usa para calcular la potencia total radiada por una carga eléctrica puntual no relativista cuando esta es acelerada o desacelerada. Esta expresión es útil en la electrodinámica y no debe ser confundida con la precesión de Larmor de la resonancia magnética nuclear clásica. La fórmula fue obtenida por primera vez por J. J. Larmor en 1897, en el contexto de la teoría ondulatoria de la luz.
Cuando cualquier partícula cargada (como un electrón, un protón o un ion) se acelera, irradia energía en forma de una onda electromagnética. Para velocidades pequeñas, comparadas con la velocidad de la luz, la potencia total radiada está dada por la fórmula de Larmor:
{\displaystyle P={\frac {q^{2}a^{2}}{6\pi \varepsilon _{0}c^{3}}}} (Unidades del SI),
{\displaystyle P={2 \over 3}{\frac {q^{2}a^{2}}{c^{3}}}} (Unidades cgs),
donde {\displaystyle a} es la aceleración, {\displaystyle q} es la carga, y {\displaystyle c} es la velocidad de la luz. Los potenciales de Liénard-Wiechert dan una generalización para el caso relativista.
En cualquier sistema de unidades, la potencia radiada por un solo electrón puede expresarse en términos del radio clásico del electrón y de su masa como:
{\displaystyle P={2 \over 3}{\frac {m_{e}r_{e}a^{2}}{c}}}

## Derivación

### 1.ª derivación: aproximación matemática
Primero es necesario encontrar la forma de los campos eléctrico y magnético. Estos pueden obtenerse a partir de los potenciales de Liénard-Wiechert.
{\displaystyle \mathbf {E} (\mathbf {r} ,t)=q\left({\frac {\mathbf {n} -{\boldsymbol {\beta }}}{\gamma ^{2}(1-{\boldsymbol {\beta }}\cdot \mathbf {n} )^{3}R^{2}}}\right)_{\rm {ret}}+{\frac {q}{c}}\left({\frac {\mathbf {n} \times [(\mathbf {n} -{\boldsymbol {\beta }})\times {\dot {\boldsymbol {\beta }}}]}{(1-{\boldsymbol {\beta }}\cdot \mathbf {n} )^{3}R}}\right)_{\rm {ret}}}
y
{\displaystyle \mathbf {B} =\mathbf {n} \times \mathbf {E} ,}
donde β es la velocidad de la carga dividida por c, {\displaystyle {\dot {\boldsymbol {\beta }}}} es la aceleración de la carga dividida por c, n es un vector unitario en la dirección de r − r0, R es la magnitud de r − r0, y r0 es la posición de la carga. Los términos del lado derecho están evaluados en el tiempo retardado, tr = t − R/c.
El lado derecho de la primera ecuación es la suma de los campos eléctricos asociados a la velocidad y a la aceleración de la partícula cargada. El campo debido a la velocidad depende únicamente de β, mientras que el campo debido a la aceleración depende tanto de β como de {\displaystyle {\dot {\boldsymbol {\beta }}}} y de la relación angular entre ambos. Debido a que el campo debido a la velocidad es proporcional a 1/R², decae muy rápidamente con la distancia. Por otro lado, el campo debido a la aceleración es proporcional a 1/R, lo que implica que decae más lentamente con la distancia. Debido a esto, el campo debido a la aceleración es representativo del campo de radiación y es el responsable de transportar la mayor parte de la energía desde la carga.
Se puede encontrar la densidad de flujo de energía del campo de radiación calculando el vector de Poynting:
{\displaystyle \mathbf {S} ={\frac {c}{4\pi }}\mathbf {E} _{\text{a}}\times \mathbf {B} _{\text{a}},}
donde los subíndices «a» sirven para resaltar el hecho de que estamos tomando en cuenta solamente el campo debido a la aceleración. Al sustituir la relación entre el campo magnético y eléctrico y suponiendo que la partícula está instantáneamente inmóvil al tiempo tr y simplificando se obtiene
{\displaystyle \mathbf {S} ={\frac {q^{2}}{4\pi c}}\left|{\frac {\mathbf {n} \times (\mathbf {n} \times {\dot {\boldsymbol {\beta }}})}{R}}\right|^{2}.}
Si hacemos que el ángulo entre el vector de aceleración y el vector que apunta al observador sea igual a θ e introducimos la aceleración {\displaystyle \mathbf {a} ={\dot {\boldsymbol {\beta }}}c}, entonces la potencia radiada por unidad de ángulo sólido es
{\displaystyle {\frac {dP}{d\Omega }}={\frac {q^{2}}{4\pi c}}{\frac {\sin ^{2}(\theta )\,a^{2}}{c^{2}}}.}
La potencia total radiada se encuentra integrando esta cantidad sobre todos los ángulos sólidos (es decir, sobre θ y ϕ). Esto da
{\displaystyle P={\frac {2}{3}}{\frac {q^{2}a^{2}}{c^{3}}},}
que es el resultado de Larmor para una carga acelerada no relativista. Esta expresión relaciona la potencia radiada por la partícula con su aceleración. Claramente se ve que mientras más se acelera la carga, mayor será la radiación. Este es un resultado que se esperaría, puesto que el campo de radiación depende de la aceleración.

### 2.ª derivación: aproximación de E. M. Purcell
La siguiente derivación fue obtenida por Edward M. Purcell. Esta aproximación se basa en la velocidad finita de la luz. Una carga moviéndose a velocidad constante tiene un campo eléctrico radial Er (a una distancia R de la carga), siempre saliendo de una posición futura de la carga, y sin componente tangencial del campo eléctrico (Et = 0). Esta posición futura es completamente determinista, siempre que la velocidad sea constante. Cuando la velocidad de la carga cambia (digamos al retroceder durante un corto tiempo), la posición futura de la carga «salta», de modo que desde ese momento en adelante el campo eléctrico radial Er emerge desde una posición nueva. Dado que el campo eléctrico debe ser continuo, aparece una componente tangencial del campo Et que decrece como 1/R (a diferencia de la componente radial, que decrece como 1/R²).
Entonces, a distancias grandes medidas desde la carga, la componente radial es despreciable, comparada con la componente tangencial. Además de esto, los campos que se comportan como 1/R² no pueden radiar, ya que el vector de Poynting asociado a ellos tendrá un comportamiento como 1/R⁴.
La componente tangencial resulta ser (en unidades del SI):
{\displaystyle E_{t}={{ea\sin(\theta )} \over {4\pi \varepsilon _{0}c^{2}R}}.}
Para obtener la fórmula de Larmor es necesario integrar el vector de Poynting asociado a Et sobre todos los ángulos a distancias R grandes desde la carga. Esto es:
{\displaystyle \mathbf {S} ={E_{t}^{2} \over \mu _{0}c}\mathbf {\hat {r}} ={{e^{2}a^{2}\sin ^{2}(\theta )} \over {16\pi ^{2}\varepsilon _{0}c^{3}R^{2}}}\mathbf {\hat {r}} ,}
lo que da como resultado
{\displaystyle P={{e^{2}a^{2}} \over {6\pi \varepsilon _{0}c^{3}}}.}
Esto es equivalente matemáticamente a:
{\displaystyle P={{\mu _{0}e^{2}a^{2}} \over {6\pi c}}.}

## Generalización relativista

### Forma covariante
Escrita en términos del momento p la fórmula no relativista de Larmor es (en unidades CGS)
{\displaystyle P={\frac {2}{3}}{\frac {q^{2}}{m^{2}c^{3}}}|{\dot {\mathbf {p} }}|^{2}.}
Se puede demostrar que la potencia P es un invariante de Lorentz. Cualquier generalización relativista de la fórmula de Larmor debe entonces relacionar P con alguna otra cantidad invariante de Lorentz. La cantidad |ṗ|² que aparece en la fórmula no relativista sugiere que la fórmula relativista correcta debería incluir el escalar de Lorentz que se encuentra tomando el producto interno de la cuadriaceleración aμ = dpμ/dτ consigo misma [aquí, pμ = (γmc,γmv) es el cuadrimomento]. La generalización relativista correcta de la fórmula de Larmor es (en unidades CGS):
{\displaystyle P=-{\frac {2}{3}}{\frac {q^{2}}{m^{2}c^{3}}}{\frac {dp_{\mu }}{d\tau }}{\frac {dp^{\mu }}{d\tau }}.}
Puede demostrarse que este producto interno está dado por
{\displaystyle {\frac {dp_{\mu }}{d\tau }}{\frac {dp^{\mu }}{d\tau }}=\beta ^{2}\left({\frac {dp}{d\tau }}\right)^{2}-\left({\frac {d{\mathbf {p} }}{d\tau }}\right)^{2},}
Por lo tanto, en el límite cuando β ≪ 1, se reduce a −|ṗ|², reproduciendo entonces el caso no relativista.

### Forma no covariante
El producto interno anterior puede escribirse también en términos de β y su derivada temporal. Entonces, la generalización relativista de la fórmula de Larmor es (en unidades CGS):
{\displaystyle P={\frac {2q^{2}\gamma ^{6}}{3c}}\left[({\dot {\boldsymbol {\beta }}})^{2}-({\boldsymbol {\beta }}\times {\dot {\boldsymbol {\beta }}})^{2}\right].}
Este es el resultado de Liénard, obtenido por primera vez en 1898. La cantidad γ⁶ implica que cuando el factor de Lorentz es cercano a uno, 
{\displaystyle \gamma ={\frac {1}{\sqrt {1-\beta ^{2}}}}\ll 1}
(y, por lo tanto, β ≪ 1), la radiación emitida por la partícula es seguramente despreciable. Sin embargo, conforme β tiende a uno, la radiación crece como γ⁶ mientras la partícula pierde energía en forma de ondas electromagnéticas. Asimismo, cuando la aceleración y la velocidad son ortogonales, la potencia se reduce en un factor 1 − β² = 1/γ². Es decir, el factor γ⁶ se convierte en γ⁴. Mientras el movimiento se vuelve más rápido, esta reducción se vuelve mayor.
Podemos utilizar el resultado de Liénard para predecir el tipo de pérdidas de radiación que se esperarían en diferentes clases de movimiento.

### Distribución angular
La distribución angular de la potencia radiada está dada por una fórmula general que es válida tanto para partículas clásicas como relativistas. En unidades CGS, esta fórmula es
{\displaystyle {\frac {dP}{d\Omega }}={\frac {q^{2}}{4\pi c}}{\frac {|\mathbf {\hat {n}} \times [(\mathbf {\hat {n}} -{\boldsymbol {\beta }})\times {\dot {\boldsymbol {\beta }}}]|^{2}}{(1-\mathbf {\hat {n}} \cdot {\boldsymbol {\beta }})^{5}}},}
donde n̂ es un vector unitario que apunta desde la partícula hacia el observador. En el caso de movimiento lineal (velocidad paralela a la aceleración), lo anterior se simplifica a
{\displaystyle {\frac {dP}{d\Omega }}={\frac {q^{2}a^{2}}{4\pi c^{3}}}{\frac {\sin ^{2}\theta }{(1-\beta \cos \theta )^{5}}},}
donde θ es el ángulo entre el observador y el movimiento de la partícula.

## Implicaciones

### Reacción de la radiación
La radiación proveniente de una partícula cargada transporta energía y momento. Para que se satisfaga la conservación de la energía y el momento, la partícula debe experimentar un retroceso al momento de la emisión. La radiación debe ejercer una fuerza adicional en dicha partícula. Esta fuerza es conocida como fuerza de Abraham-Lorentz en el límite no relativista y como fuerza de Abraham-Lorentz-Dirac en el marco relativista.

### Física atómica
Un electrón clásico que orbita un núcleo experimenta una aceleración y, por tanto, debería radiar. En este caso el electrón pierde energía y finalmente debería caer en espiral hacia el núcleo. Por esta razón, los átomos, de acuerdo con la mecánica clásica, son inestables. Esta predicción clásica se viola puesto que se observa que las órbitas de los electrones son estables. El problema se resuelve con la descripción de la física atómica dada por la mecánica cuántica.